# Dark Souls II
Cet article concerne le jeu vidéo de 2014. Pour celui de 2011, voir Dark Souls. Pour celui de 2016, voir Dark Souls III. Pour le film, voir Dark Souls (film).
Dark Souls II (ダークソウルツー, Dāku Souru Tsū) est un jeu vidéo en monde ouvert de type action-RPG développé par From Software et édité par Namco Bandai. Le jeu sort en mars 2014 sur PlayStation 3 et Xbox 360, puis le 25 avril 2014 sur PC. En 2015, Dark Souls II : Scholar of the First Sin, une édition revue du titre comprenant le jeu et ses trois DLC, sort sur PlayStation 4, Xbox One et PC, mais aussi sur PlayStation 3, Xbox 360 sans les améliorations graphiques.
Le titre fait suite à Dark Souls, il est dévoilé lors des Spike Video Game Awards le 7 décembre 2012. Une suite, Dark Souls III, est sortie en avril 2016.
Tout comme son prédécesseur, Dark Souls II est réputé pour sa difficulté élevée.

## Histoire
Le personnage contrôlé par le joueur, surnommé « Âme damnée » (Bearer of the Curse en anglais), arrive à Drangleic, un ancien royaume où les humains porteurs de la Marque sombre (devenant des Mort-vivants) viennent à la recherche d'un remède mais finissent pour la plupart par devenir des Carcasses et oublier leur passé. Dans sa quête, la Messagère d’Émeraude l'envoie depuis le village de Majula explorer Drangleic à la recherche des quatre Grandes Âmes qui avaient permis autrefois au roi Vendrick de fonder son château et commencer son règne : il doit pour cela tuer la Pécheresse oubliée, une femme emprisonnée pour un crime si horrible qu'elle a été condamnée à l'oubli, le Vieux Roi de Fer, un puissant roi qui a survécu aux flammes du Chaos alors que sa Forteresse s'enfonçait dans le Feu, la Charogne, un amalgame de Carcasses perdues dans les profondeurs d'un puits, et Freya, une araignée devenue géante en dévorant l'âme d'un dragon. L'Âme damnée réunit les Grandes Âmes et peut alors rejoindre le château de Drangleic, où il trouve la reine Nashandra qui lui révèle que Vendrick a fui depuis longtemps et qu'il doit mourir.
L'Âme damnée continue son exploration et retrouve Vendrick, devenu Carcasse au fond d'une crypte, et apprend que la chute de Vendrick a été provoquée par Nashandra. Désireuse d’accaparer les âmes des Géants, elle a incité Vendrick à envahir leur territoire et à voler leur trésor. Les Géants se sont vengés et ont marché sur Drangleic, détruisant le royaume de Vendrick. Comprenant qu'il avait été dupé, le roi s'est enfermé dans une crypte en s'assurant que Nashandra n'atteindrait jamais son but.
Pour vaincre Nashandra, l'Âme damnée part pour la Forteresse d'Aldia, le frère aîné de Vendrick et créateur des golems, récupérer le Cœur de brume cendrée et voyager dans le passé des dépouilles des Géants. Il retourne ainsi au moment de la guerre contre les Géants, vainc le Seigneur Géant et revendique son pouvoir. Avant son affrontement avec Nashandra, l'Âme damnée apprend de la Messagère d’Émeraude que la reine est en fait un fragment de l'âme de Manus, Père des Abysses et boss final du DLC Artorias of the Abyss de Dark Souls, qui a réussi à prendre forme humaine. Elle lui demande enfin de mettre un terme au règne de Nashandra en se liant au Feu, brisant ainsi la malédiction de la Marque noire au prix de sa vie.
Dans la version Scholar of the First Sin, Aldia apporte des informations supplémentaires sur le lien entre le Feu et la Marque sombre. Il explique ainsi que l'Âme damnée a le choix : se lier au Feu, siéger sur le Trône du désir et commencer l'Ère des ténèbres, ou refuser de choisir et chercher une troisième voie.
Dans les contenus additionnels, regroupé sous le titre The Lost Crowns, l'Âme damnée doit explorer les ruines de trois royaumes tombés et mettre la main sur les couronnes des rois disparus, gardées par leurs reines nées également de fragments de l'âme de Manus : la couronne du Roi englouti dans la Cité-Sanctuaire de Shulva, la couronne du Vieux Roi de Fer dans les profondeurs de la Tour de Brume, et la couronne du Roi d'Ivoire dans le Chaos ancien sous la forteresse gelée d'Eleum Loyce. Une fois les couronnes réunies, l'Âme damnée peut demander à Vendrick de libérer la magie des couronnes, qui empêchent leur porteur de devenir une Carcasse.

## Système de jeu
Dark Souls II reprend les mécaniques de jeu du premier opus de la série : un jeu de rôle à la troisième personne mêlant exploration et combat en temps réel. Le jeu prend place dans un monde ouvert que le joueur est libre d'explorer à sa guise, l'accès à certaines régions étant bloqué au début du jeu et nécessitant l’accomplissement de certains tâches préalables.
Pour progresser, le joueur peut personnaliser son personnage (apparence, classe, physique) et son équipement grâce au large arsenal (épées à une main, à deux mains, masses, katanas, arcs, boucliers, magies et armures) qu'il peut trouver en explorant les niveaux ou en les achetant aux quelques marchands. Dans l'exploration, les Feux sont des points de repère servant de lieu de repos et de checkpoints, mais leur utilisation entraîne la réapparition de tous les ennemis vaincus de la zone (sauf les boss, les mini-boss et certains personnages particuliers). La réapparition d'ennemis déjà vaincus est désormais limitée à une dizaine de fois. Le joueur peut également se téléporter à n'importe quel Feu déjà visité, et ce dès le début du jeu, alors que cette capacité était à acquérir dans le premier Dark Souls et était limitée à certains Feux.
L'évolution du personnage se fait grâce aux âmes que le joueur va collecter en tuant les ennemis et boss du jeu. Les âmes servent à la fois de points d'expérience que le joueur peut utiliser pour développer une caractéristique particulière (points de vie, endurance, force, dextérité, intelligence, foi) auprès de la Messagère d’Émeraude, et de monnaie auprès des marchands et forgerons. Si le personnage meurt, celui-ci revient au dernier Feu utilisé à l'état de Carcasse et a la possibilité de récupérer les âmes et points d'humanité en sa possession à sa mort s'il parvient à revenir à l'endroit où il a été tué ; en cas d'échec, elles sont perdues.
Le joueur est libre d'orienter ses relations avec les personnages non joueurs. Il peut discuter avec eux, révélant leur histoire et permettant pour certains d'être invoqués par la suite, les ignorer ou les tuer, récupérant ainsi une partie de leur équipement et dans certains cas, changeant l'histoire d'autres personnages.
Le multijoueur dans Dark Souls II utilise le même format que ses prédécesseurs; les joueurs ont le choix entre le jeu coopératif sous la forme d'être «invoqués» dans le monde d'un autre joueur soit par la pierre ollaire ou l'alliance dans le jeu, soit joueur contre joueur à travers «l'invasion» d'autres mondes ou duels d'arène. Les deux formes de multijoueur se produisent de manière pseudo-aléatoire, bien que des formules de matchmaking soient utilisées pour associer des personnages de niveaux similaires.
Le jeu permet d'ajuster sa difficulté par des mécanismes intégrés au jeu. Les concepteurs du jeu ont placé certains objets au début du jeu, permettant aux nouveaux joueurs des dégâts de base et une défense plus élevés qu'ils n'en auraient normalement à ce moment-là. Pour les joueurs plus expérimentés, les concepteurs ont placé tôt des objets de capacité supérieure qui font plus de dégâts s'ils sont exécutés correctement. D'autres sanctions, telles que la réduction de la santé en cas de décès, peuvent être considérablement réduites avec certains objets. Cela permet au joueur de définir la difficulté du jeu en fonction de ses expériences avec le jeu, plutôt que via une option de menu.
Comme les autres jeux de la série, Dark Souls II propose un mode New Game Plus. Le premier rejeu (possible après avoir terminé le jeu) est nommé «NG +», avec les rejeux suivants nommés «NG ++» et jusqu'à «NG + 7». À chaque rejeu, le joueur conserve ses niveaux, ses âmes et la plupart des objets.

## Développement
Hidetaka Miyazaki, le créateur de la série, n'a qu'un rôle de superviseur pour cet épisode. Il a dû déléguer son poste de programmeur principal, puisqu'il était occupé à superviser le DLC du premier Dark Souls, Artorias of the Abyss, mais aussi préparer la réalisation d'un autre jeu d'action/RPG exclusivement sur Playstation 4 : Bloodborne. L'origine du choix de changer de directeur est incertain, Miyazaki étant connu pour régulièrement travailler sur plusieurs projets à la fois. La direction a donc été confiée à Tomohiro Shibuya, qui pense cette suite comme un jeu à monde ouvert photoréaliste. Mais vers le milieu du développement, le résultat n'est pas satisfaisant, trop ambitieux et trop lourds pour les systèmes des consoles Xbox 360 et PlayStation 3. Yui Tanimura remplace Shibuya et décide de reprendre l'écriture depuis le début tout en essayant de conserver des éléments déjà programmés.
Dark Souls II est dévoilé lors des Spike Video Game Awards le 7 décembre 2012.
Avant la sortie du titre, le producteur Takeshi Miyazoe annonce que le développement de DLC dépendra du retour des fans . Selon Yui Tanimura, le développement des DLC a commencé peu de temps après que le jeu de base a été complété. Une fois décidé que les DLC formeraient une trilogie, les designers ont choisi de faire les trois contenus aussi variés que possible, un choix facilité par la liberté de ne pas se reposer sur le scénario du jeu de base. Le directeur Yui Tanimura a aussi décidé de mettre l’accent sur l'exploration et tirer parti de l'expérience des joueurs acquise au cours de la partie principale.
L'annonce des DLC, réunis sous le nom The Lost Crowns, est officialisée le 4 juin 2014, chaque partie étant disponible individuellement ou en une fois par un season pass.

### Scholar of the First Sin
Le 25 novembre 2014, Bandai Namco Games annonce une nouvelle version du jeu, Dark Souls II: Scholar of the First Sin, sortie le 1er avril 2015, pour PC, PlayStation 3 et Xbox 360, suivi de PlayStation 4 et Xbox One. Ce jeu est une compilation et une refonte de Dark Souls II et de ses trois campagnes DLC.
Scholar of the First Sin propose des visuels remastérisés avec des effets d'éclairage plus poussés, fonctionnant à une définition de 1080p à 60 images par seconde (sur PC, PlayStation 4 et Xbox One uniquement). La réédition apporte aussi des modifications au jeu lui-même ; les positions et les comportements ennemis ont été largement revus, et le jeu prend à présent en charge jusqu'à six joueurs dans des scénarios multijoueurs. Sa sortie coïncide avec le patch version 1.10, qui a été publié pour les versions originales du jeu le 5 février 2015. La mise à jour comprend des améliorations du jeu en ligne, l'ajout du PNJ désigné par le sous-titre (Scholar of the First Sin, l'« Érudit du Péché originel »), des améliorations de performances et d’équilibrage et des correctifs de bugs,. La nouvelle édition n'a pas corrigé un bogue de dégradation des armes dépendant de la fréquence d'images, qui a été corrigé plus tard dans un correctif publié en avril 2015,.
La version PC originale de Dark Souls II a reçu gratuitement le patch 1.10; l’édition Scholar of the First Sin doit être acheté séparément, mais est disponible à prix réduit pour les propriétaires de Dark Souls II édition originale. La nouvelle version utilise DirectX 11 en remplacement de DirectX 9 et les données de sauvegarde de la version originale ne sont pas compatibles,,,.

## Accueil
Dark Souls II a été bien reçu par les critiques,,, qui apprécient le travail sur l'atmosphère et les visuels, améliorés par rapport à Demon's Souls et Dark Souls mais divisés sur la grande difficulté du titre. Le critique Marty Silva, pour IGN, apprécie la profondeur du gameplay et les affrontements tendus mais reconnait que le jeu a des défauts qui le rendent frustrant.
Justin Haywald de GameSpot ne donne que 5/10 au jeu, considérant que la difficulté est trop haute pour être vraiment appréciable. Eric Kain pour Forbes estime que le principal défaut de Dark Souls II est qu'il n’arrive pas à la hauteur des deux précédents titres de la série et à avoir sa propre identité.
Le jeu a atteint le million d'exemplaires vendus en quelques semaines aux Etats-Unis et en Europe,. Après un an, ce chiffre s'élève à 2,5 millions au niveau mondial.
Les trois DLC ont été bien reçus également,, certaines critiques affirmant que le travail appuyé sur le level design en font une amélioration du jeu de base,,.
Dark Souls II a été salué par la critique, selon l'agrégateur d'avis Metacritic.
Le jeu a également remporté le prix du jeu de l'année aux Golden Joystick Awards 2014. Lors du salon 2014 de la National Academy of Video Game Trade Reviewers, Dark Souls II a été nommé pour le meilleur design / franchise de jeu.